# Disa filicornis
Disa filicornis är en orkidéart som först beskrevs av Carl von Linné d.y., och fick sitt nu gällande namn av Carl Peter Thunberg. Disa filicornis ingår i släktet Disa och familjen orkidéer. Inga underarter finns listade i Catalogue of Life.